# CIO
 For alternative betydninger, se CIO (flertydig). (Se også artikler, som begynder med CIO)
CIO er en forkortelse for Chief Information Officer og vedkommende arbejder med it-strategi og lederskab, dvs det langsigtede mål for organisationen. Chief Information Officer er ikke det samme som en it-chef eller en it-direktør.
Betegnelsen ser ud til at vinde indpas i disse år i takt med, at it får en mere central plads i mange virksomheder, samtidig med at mange virksomheder bliver mere internationalt orienterede. Betegnelsen bruges f.eks. som navnet på et Computerworld-tillæg, der har CIO'er som målgruppe.